# Gudmund Hentze
Gudmund Herman Peter Hentze (1. juni 1875 i Næstved – 6. maj 1948 på Frederiksberg) var en dansk symbolistisk og nationalromantisk maler, grafiker, designer og illustrator. Kort efter den tyske besættelse af Danmark meldte han sig ind i det danske nazistiske parti Danmarks Nationalsocialistiske Arbejderparti (DNSAP).

## Kunstnerisk karriere
Hentze blev født i Næstved, hans forældre var Gregers Johan Hentze (1835-1877) og hustru Christiane Marie Elisabeth Sommer (1851-1940). Da han var ni år gammel flyttede familien til København. Han gik på Kunstakademiet 1893-1894 og på Zahrtmanns Skole 1897-1898. Han var i 1893-1894 en del af bevægelsen omkring tidsskriftet Taarnet, der var fortaler for en symbolisme i kunsten, først og fremmest litteraturen med forfatteren Johannes Jørgensen som leder. Hentze illustrerede mange bøger, deriblandt J.P. Jacobsens roman Fru Marie Grubbe og eventyr af H.C. Andersen. Hans illustratorvirksomhed lignede kollegaen Lorenz Frølichs, men hvor han var inspireret af tyske og franske kunstnere, var Hentze først og fremmest stilistisk inspireret af de engelske prærafaelitter og Aubrey Beardsley.
Hans værker var hyppigt forekommende i udstillingslivet i starten af 20. århundrede, og han var blandt andet medlem af kunstnergruppen Den Frie Udstilling 1905-1928. Han udstillede desuden både på Charlottenborg og Kunstindustrimuseet.
I 1907 havde kunstnerkollegaen Gerda Wegener fået afvist et portræt af Charlottenborgs censurkomite. I harme over det skrev Hentze et indlæg i Politiken 14. april 1907. Det var starten på bondemalerstriden. I det udtrykte han sin foragt for de "bondemalere", som var hans udtryk for de impressionistisk inspirerede danske naturmalere som Peter Hansen, Fritz Syberg og Johannes Larsen. I indlægget giver han udtryk for, at hans egen symbolistisk inspirerede kunst står på et højere kulturtrin end bondemalerne, som han mente forherligede "den laveste Udvikling" med deres billeder af det danske bondelandskab. I sin retorik foregriber han meget tidligt mange af nazismens tanker.
Diskussionen medførte, at han i de danske kunstkredse blev persona non grata, og hans kunstsyn blev af de fleste unge kunstnere anset som bagstræberisk og reaktionært.
Gudmund Hentze udførte kunstindustrielle værker: han designede blandt andet bestik og askebægre. Han producerede også grafiske værker og lavede forslag til broderier og metalarbejder.

## Kunstværker
Hentzes kunst var symbolistisk og historicistisk inspireret. Hans billeder forestillede ofte nøgne kvinder i historiske scenarier. Således var nogle af hans kendteste værker Renæssance parafrase (uden år) og Nøgen kvinde med falk (1930), som forestiller ideale nøgne kvindeskikkelser i et historisk eller mytologisk landskab. Hans kunst blev af den kulturradikale kritiker Poul Henningsen karakteriseret som "Pornografi for Dagligstuen", fordi PH mente, at Hentze malede idealer kvinder "uden et stødende Haar paa Kroppen. [...] Gamle Baroner kan mimre deres erotiske Ungdomserindringer over Synet uden at støde an mod Selskabets Love.".

## Nazisten Hentze
Hentzes ideologiske overbevisning lå tidligt tæt op ad den nazistiske. Hans nationalromantiske illustrationer blev anvendt i de danske nazistiske tidsskrifter i 1930'erne til at illustrere deres forståelse af god kunst. Men det var først efter tyskernes besættelse af Danmark 9. april 1940, at han meldte sig ind i DNSAP. Det skete 23. oktober samme år. Han blev hurtig en aktiv medarbejder ved de nazistiske udgivelser i avisen Fædrelandet og DNSAP's Maanedsbreve og blev husillustrator for de danske nazister. Bl.a. fik naziføreren Frits Clausen udført sit ex libris af Hentze.
Hentze deltog aktivt i polemikken og skrev lange indlæg, der forherligede den nazistiske politik. Især tyskernes angreb på Sovjetunionen blev lovsunget af Hentze. Desuden delte han også de nazistiske raceteorier og skrev gerne antisemitiske indlæg.
Henzes værker blev hyppigt udstillet under besættelsen. Kunstnerforeningen af 18. november som Hentze havde været medlem af siden 1924 udstillede hans værker 1940, 1943 og 1944.

## Eftertiden
Efter Danmarks befrielse 4. maj 1945 forestod retsopgøret mod de danske nazister. Selv om Hentze havde haft et tillidshverv i form af posten som formand for National-Socialistisk Kunstnerforbund, var det ikke noget der ifølge ændringen i straffelovstillægget i 1946 kunne medføre straf. Straffeloven fremhævede, at det kun var personer i den øverste ledelse i DNSAP, der kunne straffes. Han blev heller ikke retsforfulgt for sin propagandavirksomhed, selv om andre nazistiske kunstnere blev dømt for lignende forhold. Hentze slap således for retsforfølgelse, men hans udstillingskarriere var definitivt forbi. Hans medlemskab i kunstnerforeningerne og hans tidligere udstillingsvirksomhed blev også tiet ihjel i kunsthistorien, og da han døde i 1948 bragte ingen aviser nekrologer.